# III liga polska w piłce siatkowej mężczyzn (2018/2019)
III liga polska w piłce siatkowej mężczyzn 2018/2019 – rozgrywki czwartej w hierarchii - po PLS (PlusLidze i Krispol 1. Lidze) i II lidze - klasy męskich ligowych rozgrywek siatkarskich w Polsce. Rywalizacja w niej toczy się systemem ligowym - o awans do II ligi, a za jej prowadzenie odpowiadają Wojewódzkie Związki Piłki Siatkowej. W niektórych województwach gra się rundy play-off. Najlepsze dwie drużyny każdego z województw mają prawo wystąpić w turniejach o awans do II ligi organizowanych przez Polski Związek Piłki Siatkowej - ćwierćfinałowych, półfinałowych i finałowych. W każdym turnieju udział biorą 4 drużyny, w każdym 2 awansują dalej - oprócz turnieju finałowego, gdzie 3 najlepsze z każdego turnieju awansują finalnie do II ligi. W niektórych województwach najsłabsze drużyny są relegowane do IV ligi, jeśli w danym województwie ona funkcjonuje.

## Turnieje ćwierćfinałowe[1]

### Osiecza
| miejsce | drużyna                            | mecze | punkty | sety | małe punkty |
| ------- | ---------------------------------- | ----- | ------ | ---- | ----------- |
| 1       | LZS Orzeł ReklamowyGadżet Osiecza  | 3     | 5      | 8:4  | 272:241     |
| 2       | MKSR Pyskowice                     | 3     | 5      | 7:4  | 258:234     |
| 3       | TS Faurecia Volley Jelcz Laskowice | 3     | 5      | 7:7  | 288:302     |
| 4       | UKS Olimpijczyk Drawsko Pomorskie  | 3     | 3      | 2:9  | 225:266     |

     awans do turnieju półfinałowego

### Turek
| miejsce | drużyna              | mecze | punkty | sety | małe punkty | Adnotacje                                    |
| ------- | -------------------- | ----- | ------ | ---- | ----------- | -------------------------------------------- |
| 1       | UKS Piątka Turek     | 2     | 4      | 6:1  | 175:151     |                                              |
| 2       | AZS UMK Toruń        | 2     | 3      | 4:3  | 166:149     | rezygnacja z udziału w turnieju półfinałowym |
| 3       | UKS MKS MDK Warszawa | 2     | 2      | 0:6  | 109:150     |                                              |

     awans do turnieju półfinałowego

### Grodzisk Mazowiecki
| miejsce | drużyna                        | mecze | punkty | sety | małe punkty | Adnotacje          |
| ------- | ------------------------------ | ----- | ------ | ---- | ----------- | ------------------ |
| 1       | UKS Sparta Grodzisk Mazowiecki | 3     | 6      | 9:0  | 225:166     |                    |
| 2       | Bestios Białystok              | 3     | 5      | 6:3  | 213:209     |                    |
| 3       | KS Stal Głowno                 | 3     | 4      | 3:6  | 200:205     | awans decyzją PZPS |
| 4       | SMS Ostróda                    | 3     | 3      | 0:9  | 168:226     |                    |

     awans do turnieju półfinałowego

### Gietrzwałd
| miejsce | drużyna             | mecze | punkty | sety | małe punkty |
| ------- | ------------------- | ----- | ------ | ---- | ----------- |
| 1       | MMKS Lotnik Łęczyca | 2     | 4      | 6:2  | 178:152     |
| 2       | UKS Wicher Kobyłka  | 2     | 3      | 3:4  | 49:75       |
| 3       | KPS Gietrzwałd      | 2     | 2      | 3:6  | 103:103     |

     awans do turnieju półfinałowego

### Jasło
| miejsce | drużyna            | mecze | punkty | sety | małe punkty |
| ------- | ------------------ | ----- | ------ | ---- | ----------- |
| 1       | SMS Wybicki Kielce | 3     | 6      | 9:2  | 254:238     |
| 2       | MKS MOSiR Jasło    | 3     | 5      | 8:4  | 281:236     |
| 3       | GSKS Laskowa       | 3     | 4      | 4:6  | 217:229     |
| 4       | LKS Cisy Nałęczów  | 3     | 3      | 0:9  | 177:226     |

     awans do turnieju półfinałowego

### Gorlice
| miejsce | drużyna             | mecze | punkty | sety | małe punkty |
| ------- | ------------------- | ----- | ------ | ---- | ----------- |
| 1       | MKS Wisłok Strzyżów | 3     | 6      | 9:0  | 226:171     |
| 2       | UKS Arka Wojsławice | 3     | 5      | 6:5  | 245:238     |
| 3       | GKPS Gorlice        | 3     | 4      | 5:8  | 257:283     |
| 4       | Hetman Włoszczowa   | 3     | 3      | 2:9  | 211:247     |

     awans do turnieju półfinałowego

### Gorzów Wielkopolski
| miejsce | drużyna                     | mecze | punkty | sety | małe punkty |
| ------- | --------------------------- | ----- | ------ | ---- | ----------- |
| 1       | UKS Tygrysy Krzepice        | 3     | 6      | 9:3  | 75:0        |
| 2       | KS Atak Gorzów Wielkopolski | 3     | 5      | 7:3  | 150:54      |
| 3       | UKS Tygrysy Strzelin        | 3     | 4      | 5:6  | 129:75      |
| 4       | AZS PWSZ Nysa               | 3     | 3      | 0:9  | 0:225       |

     awans do turnieju półfinałowego

### Gubin
| miejsce | drużyna                | mecze | punkty | sety | małe punkty |
| ------- | ---------------------- | ----- | ------ | ---- | ----------- |
| 1       | PKPS Siatkarz Bierutów | 3     | 6      | 9:6  | 323:314     |
| 2       | AZ Iwaniccy Gubin      | 3     | 5      | 8:5  | 295:283     |
| 3       | UKS Trójka Mikołów     | 3     | 4      | 6:8  | 299:306     |
| 4       | NKS Start Namysłów     | 3     | 3      | 5:9  | 291:305     |

     awans do turnieju półfinałowego

## Turnieje półfinałowe[2]

### Grodzisk Mazowiecki
| miejsce | drużyna                        | mecze | punkty | sety | małe punkty |
| ------- | ------------------------------ | ----- | ------ | ---- | ----------- |
| 1       | UKS Sparta Grodzisk Mazowiecki | 3     | 6      | 9:2  | 264:208     |
| 2       | MKS MOSiR Jasło                | 3     | 5      | 7:6  | 275:279     |
| 3       | UKS Tygrysy Krzepice           | 3     | 4      | 6:7  | 282:270     |
| 4       | MKSR Pyskowice                 | 3     | 3      | 2:9  | 205:269     |

     awans do turnieju finałowego

### Łęczyca
| miejsce | drużyna                | mecze | punkty | sety | małe punkty |
| ------- | ---------------------- | ----- | ------ | ---- | ----------- |
| 1       | MMKS Lotnik Łęczyca    | 3     | 6      | 9:0  | 225:173     |
| 2       | PKPS Siatkarz Bierutów | 3     | 5      | 6:6  | 262:260     |
| 3       | KS Stal Głowno         | 3     | 4      | 4:8  | 251:268     |
| 4       | UKS Arka Wojsławice    | 3     | 3      | 4:9  | 256:293     |

     awans do turnieju finałowego

### Osiecza
| miejsce | drużyna                           | mecze | punkty | sety | małe punkty |
| ------- | --------------------------------- | ----- | ------ | ---- | ----------- |
| 1       | LZS Orzeł ReklamowyGadżet Osiecza | 3     | 6      | 9:4  | 306:283     |
| 2       | Bestios Białystok                 | 3     | 5      | 8:5  | 292:278     |
| 3       | KS Atak Gorzów Wielkopolski       | 3     | 4      | 7:7  | 303:294     |
| 4       | SMS Wybicki Kielce                | 3     | 3      | 1:9  | 202:248     |

     awans do turnieju finałowego

### Turek
| miejsce | drużyna                  | mecze | punkty | sety | małe punkty |
| ------- | ------------------------ | ----- | ------ | ---- | ----------- |
| 1       | UKS Wicher Kobyłka       | 3     | 6      | 9:2  | 272:223     |
| 2       | MKS Wisłok Strzyżów      | 3     | 5      | 7:4  | 263:234     |
| 3       | UKS Piątka Turek         | 3     | 4      | 4:6  | 219:229     |
| 4       | MLKS A.Z. Iwaniccy Gubin | 3     | 3      | 1:9  | 180:248     |

     awans do turnieju finałowego

## Turnieje finałowe[3]

### Grodzisk Mazowiecki
| miejsce | drużyna                           | mecze | punkty | sety | małe punkty | adnotacja                                       |
| ------- | --------------------------------- | ----- | ------ | ---- | ----------- | ----------------------------------------------- |
| 1       | UKS Sparta Grodzisk Mazowiecki    | 3     | 5      | 7:4  | 266:241     |                                                 |
| 2       | MKS Wisłok Strzyżów               | 3     | 5      | 6:4  | 237:226     |                                                 |
| 3       | PKPS Siatkarz Bierutów            | 3     | 5      | 6:5  | 249:245     | brak zgłoszenia do przyszłych rozgrywek II ligi |
| 4       | LZS Orzeł ReklamowyGadżet Osiecza | 3     | 3      | 3:9  | 249:289     |                                                 |

     - awans do II ligi

### Łęczyca
| miejsce | drużyna             | mecze | punkty | sety | małe punkty |
| ------- | ------------------- | ----- | ------ | ---- | ----------- |
| 1       | MMKS Lotnik Łęczyca | 3     | 6      | 9:0  | 233:178     |
| 2       | Bestios Białystok   | 3     | 5      | 6:4  | 233:229     |
| 3       | MKS MOSiR Jasło     | 3     | 4      | 4:8  | 267:283     |
| 4       | UKS Wicher Kobyłka  | 3     | 3      | 2:9  | 210:253     |

     - awans do II ligi